# Gabe Khouth
Gabe Khouth (North Vancouver, 22 novembre 1972 – Port Moody, 23 luglio 2019) è stato un attore televisivo e doppiatore canadese.

## Biografia
Lavorò spesso negli Ocean Studios.
Era il fratello minore di Samuel Vincent, anch'egli doppiatore. È morto nel luglio 2019 a 46 anni, in un incidente mentre era alla guida della sua motocicletta: secondo l'autopsia sarebbe stato colpito da un infarto.

## Carriera
Khouth doppiò prevalentemente anime: prestò la voce in particolare a Nicol Amalfi in Mobile Suit Gundam SEED. Khouth inoltre recitò nella live-action Terminal City Ricochet. Più tardi apparve come Hector in MacGyver e come Rodney in Ernest Goes to School. Nel 1990 fu anche nella serie It ove interpretò il bullo Patrick Hocksetter. La sua ultima apparizione risale nel 2006 nel film La figlia un po' speciale di Babbo Natale, dopodiché rimase attivo esclusivamente nel doppiaggio.

## Filmografia

### Attore televisivo
- It - serie TV (1990)
- Tartarughe Ninja: l'avventura continua (Ninja Turtles: The Next Mutation) - serie TV (1997-1998) - Leonardo
- La figlia un po' speciale di Babbo Natale (Santa Baby), regia di Ron Underwood - film TV (2006)
- C'era una volta (Once Upon a Time) - serie TV, 10 episodi (2011-2018)
- Una serie di sfortunati eventi (A Series of Unfortunate Events) - serie TV, un episodio (2018)

### Doppiatore
- Dragon Ball Z (1989-1996)
- Firehouse Tales (2000-2005)
- Mugen no Ryvius (1999-2000)
- Tokyo Underground (1998-2005)
- Inuyasha the Movie - L'isola del fuoco scarlatto - film (2004)
- Mobile Suit Gundam SEED (2003-2005)
- Mobile Suit Gundam 00 (2007-2009)
- Star Ocean: The Second Story - videogioco (1999)
- The Family's Defensive Alliance (2001-...)
- MegaMan NT Warrior (2002-2003)
- Mucha Lucha (2002-2005)
- X-Men: Evolution - serie tv (2000-2003)
- Hot Wheels Battle Force 5 (2009-2011)
- He-Man e i dominatori dell'universo - serie tv (1983-1984)
- Saiunkoku monogatari (2003-2007)
- Dead Rising 2: Off the Record - videogioco (2001)
- Escape from Planet Earth - film (2013)

## Doppiatori italiani
Nelle versioni in italiano delle opere in cui ha recitato, Gabe Khouth è stato doppiato da:
- Luigi Ferraro in C'era una volta, Supernatural
- Massimiliano Alto in It
- Rory Manfredi ne Il ragazzo pon pon
- Giulio Pierotti in Saved
- Marco Mete in Motive
- Francesco Meoni in Psych
- Giuliano Bonetto in Santa Baby - Natale in pericolo
- Fabrizio Manfredi ne La città del Natale